# 呉鎮守府
呉鎮守府（くれちんじゅふ、旧字体：吳鎭守府）は、広島県呉市に所在した大日本帝国海軍の鎮守府。通称は呉鎮（くれちん）。

## 沿革
1886年（明治19年）4月22日、「海軍条例」において全国に五つの海軍区を定め、各区の軍港に鎮守府を置くこととし、5月4日に第二海軍区（範囲「紀伊国南牟婁郡界ヨリ石見長門国界ニ至リ筑前遠賀宗像郡ヨリ九州東海岸ニ沿ヒ日向大隅国界ニ至ルノ海岸海面及四国ノ海面並内海」）を所管する鎮守府は呉港に置くことが定められた。その後、用地買収、建築工事が進められ、1890年（明治23年）3月末までに建築工事の大部分が完成した。呉鎮守府の開庁は1889年（明治22年）7月1日付で告示がなされ、開庁式は1890年4月21日、明治天皇臨席のもとに挙行された。また「鎮守府官制」により、鎮守府の組織として参謀部・軍医部・主計部・造船部・兵器部・建築部・軍法会議・監獄署などを置いた。
1945年の終戦時に廃止され、1946年から1955年までは司令長官官舎などがイギリス連邦占領軍の総司令部として使用された。
1907年に完成した旧呉鎮守府庁舎（2代目）は、海上自衛隊の呉地方隊が継承し、2019年現在も同総監部第1庁舎として利用されている。赤レンガの洋風建築である庁舎は、現在も「呉鎮」（くれちん）という愛称で親しまれている。

## 年譜
- 1886年（明治19年）5月4日：呉港に鎮守府を設置することが定められる[2]。
- 1889年（明治22年）4月1日：海軍病院設置。
  - 4月17日：呉鎮守府海兵団設置。
  - 7月1日：呉鎮守府開庁告示[3]。
- 1890年（明治23年）3月10日：呉鎮守府造船部小野浜分工場設置（旧小野浜造船所跡）[6]。
  - 4月21日：呉鎮守府開庁式。
- 1893年（明治26年）5月19日：鎮守府条例改正。予備艦部・造船部・測器庫・武庫・水雷庫・兵器工場・病院・監獄を設置。呉鎮守府造船支部を小野浜に設置。
- 1895年（明治28年）6月6日：呉鎮守府造船支部（小野浜）廃止[7]。
- 1896年（明治29年）4月1日：呉鎮守府海兵団、呉海兵団と改称。呉水雷団を設置し、水雷敷設隊・水雷艇隊を置く。仮呉兵器製造所設置。
- 1897年（明治30年）5月25日：仮呉兵器製造所廃止し、呉海軍造兵廠設置。
- 1903年（明治36年）11月10日：呉海軍工廠を設置し、造兵廠は工廠の造兵部となる。
- 1909年（明治42年）12月1日：呉海軍人事部設置。
- 1920年（大正 9年）8月1日：呉海軍工廠広支廠設置。
  - 9月：海軍潜水学校開校。
- 1921年（大正10年）3月：海軍燃料廠設置。
- 1923年（大正12年）4月1日：軍需部開設。呉海軍監獄、呉海軍刑務所と改称。
- 1931年（昭和 6年）6月：呉海軍航空隊設置。
- 1937年（昭和12年）6月1日：海軍通信隊設置。
- 1945年（昭和20年）10月15日：呉海軍工廠廃止。
  - 11月30日：呉鎮守府廃止。

## 歴代司令長官
1. 真木長義（建築委員長）少将：1887年9月26日 -
2. 中牟田倉之助 中将：1889年3月8日 -
3. 有地品之允 中将：1892年12月12日 -
4. 林清康 中将：1895年5月12日 -
5. 井上良馨 中将：1896年2月26日 -
6. 柴山矢八 中将：1900年5月20日 -
7. 有馬新一 中将：1905年2月6日 -
8. 山内万寿治 中将：1906年2月2日 - 1909年12月1日
9. 加藤友三郎 中将：1909年12月1日 - 1913年12月1日
10. 松本和 中将：1913年12月1日 - 1914年3月25日
11. 吉松茂太郎 中将：1914年3月25日 - 1915年9月23日
12. 伊地知季珍 中将：1915年9月23日 - 1916年12月1日
13. 加藤定吉 中将：1916年12月1日 -
14. 村上格一 大将：1919年12月1日 -
15. 鈴木貫太郎 中将：1922年7月27日 -
16. 竹下勇 大将：1924年1月27日 -
17. 安保清種 中将：1925年4月15日 -
18. 谷口尚真 中将：1926年12月10日 -
19. 大谷幸四郎 中将：1928年12月10日 -
20. 谷口尚真 大将：1929年11月11日 -
21. 野村吉三郎 中将：1930年6月11日 -
22. 山梨勝之進 中将：1931年12月1日 -
23. 中村良三 中将：1932年12月1日 -
24. 藤田尚徳 中将：1934年5月10日 -
25. 加藤隆義 中将：1936年12月1日 -
26. 嶋田繁太郎 中将：1938年11月15日 -
27. 日比野正治 中将：1940年4月15日 -
28. 豊田副武 大将：1941年9月18日 -
29. 高橋伊望 中将：1942年11月10日 -
30. 南雲忠一 中将：1943年6月21日 -
31. 野村直邦 中将：1943年10月20日 -
32. 沢本頼雄 大将：1944年7月17日 -
33. 金沢正夫 中将：1945年5月1日 -
34. （代）岡田為次 少将：1945年11月15日 - 11月30日

## 所属部隊

### 1941年12月10日 太平洋戦争開戦時
- 呉海兵団
- 大竹海兵団
- 呉潜水艦基地隊
- 呉海軍港務部
- 徳山海軍港務部
- 呉海軍通信隊
- 呉海軍航空隊
- 佐伯海軍航空隊
- 岩国海軍航空隊
- 装甲巡洋艦：八雲
- 敷設艦：勝力
- 第6潜水隊：呂57、呂58、呂59
- 潜水艦：伊52（→伊152）
- 呉海軍警備隊
- 呉警備戦隊
- 呉防備戦隊
  - 第13駆逐隊：若竹、呉竹、早苗
  - 第19～21駆潜艇
  - 佐伯防備隊
  - 特設巡洋艦兼敷設艦：金城山丸
  - 第31、33掃海隊
  - 下関防備隊
- 第20連合航空隊

　大分海軍航空隊、宇佐海軍航空隊、博多海軍航空隊、大村海軍航空隊

### 1942年7月14日ミッドウェー海戦後
- 呉海兵団
- 大竹海兵団
- 呉潜水艦基地隊
- 呉海軍港務部
- 徳山海軍港務部
- 呉海軍通信隊
- 呉海軍航空隊
- 佐伯海軍航空隊
- 岩国海軍航空隊
- 装甲巡洋艦：八雲、磐手
- 水雷艇：鳩
- 潜水母艦：長鯨
- 第18潜水隊：伊153、伊154、伊155
- 第19潜水隊：伊156、伊157、伊159、伊158
- 第6潜水隊：呂57、呂58、呂59
- 呉海軍警備隊
- 呉防備戦隊
  - 第25～27駆潜艇
  - 佐伯防備隊
  - 特設巡洋艦兼敷設艦：西貢丸、盤谷丸
  - 第31、33、34掃海隊
  - 下関防備隊
- 第20連合航空隊

　大分海軍航空隊、宇佐海軍航空隊、博多海軍航空隊、大村海軍航空隊
　徳島海軍航空隊、小松島海軍航空隊

### 1944年4月1日 戦時編制制度改定後
- 呉海兵団
- 大竹海兵団
- 呉潜水艦基地隊
- 呉海軍港務部
- 徳山海軍港務部
- 呉海軍通信隊
- 呉海軍航空隊
- 岩国海軍航空隊
- 駆逐艦：春風
- 潜水艦：伊33
- 水雷艇：鳩、鷺
- 呉海軍警備隊
- 呉防備戦隊
  - 佐伯海軍航空隊
  - 潜水艦：伊162
  - 第17、18号掃海艇
  - 敷設艇：由利島、怒和島
  - 第31号哨戒艇
  - 佐伯防備隊
  - 海防艦：壱岐、第1、5、7、11号海防艦、第4、6、12、14、16、18、20、22、24号海防艦
  - 第53、60号駆潜艇
  - 第31、33、34掃海隊
  - 下関防備隊
- 呉潜水戦隊
  - 潜水母艦：迅鯨
  - 第19潜水隊：伊121、伊122、伊155、伊158、伊156、伊157、伊159
  - 第33潜水隊：呂62、呂63、呂64、呂67、呂68、呂500
- 呉練習戦隊
  - 練習巡洋艦：鹿島
  - 装甲巡洋艦：八雲、磐手、出雲
  - 軽巡洋艦：名取
- 第20連合航空隊

　宇佐海軍航空隊、姫路海軍航空隊、博多海軍航空隊、大村海軍航空隊、出水海軍航空隊
　詫間海軍航空隊、宮崎海軍航空隊、鹿屋海軍航空隊、第2美保海軍航空隊、築上海軍航空隊

### 1945年3月1日菊水作戦直前
- 呉海兵団
- 大竹海兵団
- 安浦海兵団
- 呉潜水艦基地隊
- 呉海軍港務部
- 徳山海軍港務部
- 呉海軍通信隊
- 呉海軍航空隊
- 第332海軍航空隊
- 戦艦：榛名、伊勢、日向
- 重巡洋艦：青葉
- 特設捕獲網艇：王星丸
- 徳山警備隊
- 第317、351、352、3111、3113設営隊
- 呉海軍警備隊
- 大竹警備隊
- 防府警備隊
- 呉防備戦隊
  - 佐伯海軍航空隊
  - 佐伯防備隊
  - 敷設艇：由利島、怒和島
  - 対潜訓練部隊：呂62、呂68、呂500
  - 海防艦：目斗、久賀、神津、男鹿、第59、65、113、213、219号海防艦、第102、104、106、124、154、186、190号海防艦
  - 第33、34掃海隊
  - 下関防備隊
- 呉潜水戦隊
  - 特設砲艦：那智丸
  - 第19潜水隊：伊121、伊122、伊155、伊158、伊156、伊157、伊159、伊162、伊165
  - 第33潜水隊：伊201、伊202、呂63、呂64、呂67
- 呉練習戦隊
  - 装甲巡洋艦：八雲、磐手、出雲
  - 重巡洋艦：利根
  - 軽巡洋艦：大淀
- 第2特攻戦隊
  - 大浦突撃隊: 蛟龍 (潜水艦)・甲標的丙型

- - 光突撃隊
  - 平生突撃隊
- 第21連合航空隊

　松山海軍航空隊、宇和島海軍航空隊、倉敷海軍航空隊、浦戸海軍航空隊

### 最終時
- 第81戦隊（呉）：水井静治少将 
  - 第48号海防艦　
  - 下関防備隊
- 第2特攻戦隊（呉）：長井満少将
  - 笠戸突撃隊
  - 平生突撃隊
  - 光突撃隊
  - 大神突撃隊：山田盛重大佐
  - 第81突撃隊（呉）
- 第8特攻戦隊（呉）：清田孝彦少将
  - 佐伯海軍航空隊：野村勝中佐
  - 第21突撃隊（宿毛）
  - 第23突撃隊（須崎）
  - 第24突撃隊（佐伯）
- 呉潜水戦隊：市岡寿少将
  - 第33潜水隊：小泉麒一大佐
    - 呂49、呂62、呂63、呂64、呂67、呂68、呂500
- 倉敷海軍航空隊：森本丞少将
- 呉海軍施設部：田中秀康技術大佐   
  - 呉設営隊：田中秀康技術大佐
  - 第3111設営隊（岩国）：小林健三郎技術少佐
  - 第3113設営隊（観音寺）：木村成博技術大尉
  - 第3114設営隊（大分）：沼田等技術少佐
  - 第3115設営隊（徳山）：首藤安正技術大尉
  - 第3116設営隊（美袋）：小森久技術大尉
  - 第3117設営隊（宿毛）：諸富有海技術少佐
  - 第5110設営隊（佐伯）：重松敦雄技術少佐
  - 第5111設営隊（岩国）：小林健三郎技術大尉
  - 第5112設営隊（観音寺）：木村成博技術大尉
  - 第5113設営隊（高知）：島本茂技術大尉
  - 第5114設営隊（倉敷）：飯敏夫技術少佐
  - 第5115設営隊（下関）：信岡龍二技術大尉
  - 第5116設営隊（呉）：杉江直巳技術中佐
  - 第5117設営隊（徳山）：橘好茂技術少佐
  - 第5216設営隊（大牟田）：織田文雄技術大尉
- 呉海軍工廠：妹尾知之中将